# حزب البديل الحضاري
حزب البديل الحضاري هو حزب سياسي إسلامي في المغرب.
شارك الحزب في الانتخابات التشريعية لعام 2007 لكنه لم يفُز بأي مقعد. يُفترض أنه حُلَّ في أوائل عام 2008 (بعد بضعة أشهر من الانتخابات)، ولكن نظرًا لعدم وجود سجلات مكتوبة تثبت أنه حُلَّ. فالقانون المغربي يقُول أنَّ الحزب جُمِّدَ من الناحية الفنية ولم يُحل.

## التاريخ
أُسس الحزب عام 2002، ولم يتم الاعتراف بالحزب من قبل وزارة الداخلية المغربية حتى عام 2005. كانت المبادئ التأسيسية هي الحرية والمساواة والإنصاف والديمقراطية. وشعارهُ هو «من المُمكن إيجاد بديل حقيقي للأزمة في بلادنا».

## حل الحزب
أعلنت السلطات المغربية في 20 فبراير/شباط 2008 حلّ الحزب بعد اعتقال أمينه العام مصطفى المعتصم ونائبه محمد الأمين الركالة إثر تحقيق إرهابي مع خلية بلعيرج.
في 14 أبريل 2011، أعلنت السُلطات المغربية الإفراج عن كل من مصطفى المعتصم الأمين العام للحزب، والناطق الرسمي باسم الحزب محمد أمين الركالة.
في 18 أبريل/نيسان 2012، قدم المعتصم طلبًا إلى رئيس الوزراء عبد الإله بنكيران لرفع تجميد الحزب.
حسب محكمة الاستئناف بالرباط، لا يوجد أي دليل يؤكد قرار الحل، ولا أخبار في الجريدة الرسمية، ولا محاضر للمحكمة الإدارية، وكلاهما مطلوب بموجب قانون الأحزاب السياسية.